# Nevada zászlaja
A csillag az államot jelképezi; színe az ezüstre utal, amely Nevada legfontosabb kincse. Az állam mottója – Battle Born, azaz „csatában született” – arra utal, hogy a polgárháború idején csatlakozott az Unióhoz. Az emblémát két zsályacserje-ág díszíti (Nevada állam jelképe).